# Giuliana Salce
Giuliana Salce, italijanska atletinja, * 16. junij 1955, Rim, Italija.
Ni nastopila na poletnih olimpijskih igrah. Na svetovnih dvoranskih prvenstvih je v hitri hoji na 3 km osvojila zlato medaljo leta 1985 in srebrno leta 1987, na evropskih dvoranskih prvenstvih pa srebrno medaljo leta 1987. Enkrat je postala italijanska državna prvakinja v hitri hoji na 10 km in sedemkrat v hitri hoji na 3 km v dvorani. 